# Linea Central
La linea Central (in inglese: Central line) è una linea della metropolitana di Londra che collega la città da nord-est, con doppio capolinea a Epping (nell'Essex) e Hainault, a ovest con doppio capolinea a Ealing Broadway e West Ruislip.
Assieme alle linee Bakerloo, Jubilee, Northern, Victoria e Waterloo & City, la Central è una delle linee di profondità della rete metropolitana londinese.
È la linea più lunga dell'intera rete metropolitana della capitale britannica e la seconda linea dell'intera rete per numero di passeggeri trasportati. Originariamente segnata in blu sulle mappe, passò al giallo dopo la Grande guerra per arrivare al colore attuale dopo la seconda guerra mondiale.

## Storia
Nonostante la Central London Railway venne incorporata nel 1891 in una linea fra le stazioni di Shepherd's Bush e Bank (con una estensione a Liverpool Street autorizzata nel 1892) il completamento slittò prima al 1894 e poi al 1899. In ogni caso, soltanto il 27 giugno 1900 essa venne formalmente aperta al traffico. Inizialmente i treni erano costituiti da una locomotiva elettrica che trainava le carrozze passeggeri.
La linea ebbe una storia molto movimentata. Nonostante i tunnel fossero stati perforati con un diametro inusuale di 3,56 metri, essi non erano abbastanza alti per far passare i treni previsti dal progetto. Si dice che gli ingegneri non avessero preso in considerazione l'altezza delle rotaie. Il problema venne risolto sia abbassando l'asta che prelevava l'energia elettrica dell'alimentazione che riducendo il diametro delle ruote. Le locomotive, dal canto loro, a seguito del loro peso eccessivo (49 tonnellate) crearono notevoli vibrazioni alla struttura.
Alla fine degli anni trenta i tunnel vennero ampliati e le stazioni allungate e nel 1940 l'alimentazione della linea venne portata allo standard di elettrificazione.
Un'eredità dell'antica costruzione è il fatto che nel tratto che si snoda sotto la City, realizzato seguendo la disposizione delle strade, la linea ha una serie di curve anche molto strette fra le stazioni di St. Paul's, Bank e Liverpool Street. La stazione di Bank è costruita su una curva così stretta che dagli estremi delle due banchine non è possibile vedere quelli opposti.

### Le date delle aperture
- 30 luglio 1900: Bank - Shepherd's Bush[1]
- 28 luglio 1912: Bank - Liverpool Street
- 3 agosto 1920: Shepherd's Bush - Ealing Broadway[2]
- 4 dicembre 1946: Liverpool Street - Stratford
- 5 maggio 1947: Stratford - Leytonstone
- 30 giugno 1947: North Acton - Greenford (nuova diramazione)
- 14 dicembre 1947: Leytonstone - Woodford (diram. di Epping) e Leytonstone - Newbury Park (diram. di Hainault)
- 31 maggio 1948: Newbury Park - Hainault (diram. di Hainault)
- 21 novembre 1948: Greenford - West Ruislip, Hainault - Woodford (diram. di Hainault) e Woodford - Loughton (diram. di Epping)
- 25 settembre 1949: Loughton - Ongar

## Caratteristiche tecniche
| Head station |

| Unknown route-map component "eHST" |

| Stop on track |

| Unknown route-map component "eHST" |

| Unknown route-map component "ENDExe" |

| Unknown route-map component "umKBHFxa" |

| Urban stop on track |

| Urban stop on track |

| Urban stop on track |

| Unknown route-map component "uHSTACC" |

|  | Unknown route-map component "uABZg+l" | Unknown route-map component "uCONTfq" |

| Unknown route-map component "uHSTACC" |

| Unknown route-map component "uHSTACC" |

| Urban stop on track |

| Unknown route-map component "uCONTf" |

| Unknown route-map component "uCONTg@G" |

| Unknown route-map component "uACC" |

|  | Unknown route-map component "uABZgl" | Unknown route-map component "uCONTfq" |

| Urban stop on track |

| Urban stop on track |

| Urban stop on track |

| Unknown route-map component "uHSTACC" |

| Urban stop on track |

| Urban stop on track |

| Unknown route-map component "utHSTACCa@f" |

| Urban tunnel stop on track |

| Urban tunnel stop on track |

| Unknown route-map component "utHSTe@f" |

| Unknown route-map component "uCONTf" |

| Unknown route-map component "uCONTg" |

|  | Unknown route-map component "uABZg+l" | Unknown route-map component "uCONTfq" |

| Urban stop on track |

| Unknown route-map component "utHSTa@f" |

| Unknown route-map component "utHSTACCea" |

| Urban tunnel stop on track |

| Urban tunnel stop on track |

| Urban tunnel stop on track |

| Urban tunnel stop on track |

| Urban tunnel stop on track |

| Urban tunnel stop on track |

| Urban tunnel stop on track |

| Urban tunnel unused stop on in-use track |

| Unknown route-map component "utHSTACC" |

| Urban tunnel stop on track |

| Unknown route-map component "utHSTACC" |

| Urban tunnel stop on track |

| Urban tunnel stop on track |

| Urban tunnel stop on track |

| Urban tunnel stop on track |

| Urban tunnel stop on track |

| Urban tunnel stop on track |

| Urban tunnel unused stop on in-use track |

| Unknown route-map component "utHSTe@g" |

| Unknown route-map component "uÜWBl" |

| Urban stop on track |

| Urban stop on track |

|  | Unknown route-map component "uABZgl" | Unknown route-map component "uCONTfq" |

|  | Unknown route-map component "uCONTf" |

| Unknown route-map component "uCONTg" |

| Urban stop on track |

| Urban End station |

| Unknown route-map component "uCONTg" |

| Urban stop on track |

| Urban stop on track |

| Unknown route-map component "uHSTACC" |

| Urban stop on track |

| Urban stop on track |

| Urban stop on track |

| Urban End station |

La linea Central è lunga 74 km e serve quarantanove stazioni. La linea è per la maggior parte del suo percorso a due binari, allargata a tre binari per alcune piccole tratte a sud di Leytonstone e a ovest di White City; nessuna tratta è condivisa con altre linee, anche se in alcune parti la linea Central corre parallela ad altre. La lunghezza totale dei binari è di 147,1 km, 52,8 dei quali sono sotterranei; questi binari sono alimentati con un sistema a quarta rotaia a corrente continua: una binario conduttore centrale è elettrificato a −210 V, mentre un binario esterno ai binari di corsa a +420 V, dando una differenza potenziale di 630 V.
La tratta a singolo binario a nord di Epping, chiusa nel 1994, è ora parte della ferrovia turistica Epping-Ongar. Su questa ferrovia, viene operato nei fine settimana un servizio a spola tra North Weald e Ongar e tra North Weald e Coopersale. Questi servizi non fermano a Blake Hall, in quanto le banchine della stazione sono state rimosse da London Trasport dopo la chiusura della stazione e il fabbricato passeggeri, tuttora esistente, è stato trasformato in un'abitazione privata.
La sezione tra Leyton e Loughton è il più antico allineamento ferroviario in uso nell'attuale rete metropolitana londinese, essendo stato aperto il 22 agosto 1856 dalla Eastern Counties Railway (ECR). La tratta compresa tra Loughton ed Epping è stata aperta il 24 aprile 1865 dalla succeditrice di ECR, la Great Eastern Railway (GER), assieme alla tratta fino a Ongar. La diramazione di Hainault, che era originariamente parte della diramazione di Fairlop, è stata aperta dalla GER il 1º maggio 1903.
La linea ha tre raccordi:
- il raccordo di Woodford, che è un raccordo a raso;
- un raccordo che si trova a nord di Leytonstone, dove la diramazione per Newbury Park passa in un tunnel al di sotto dei binari diretti a Snaresbrook;
- a ovest di North Acton si trova un altro raccordo a più livelli che separa la linea diretta a Ealing Broadway e la linea diretta a West Ruislip[5].

## Materiale rotabile

### Materiale rotabile del passato

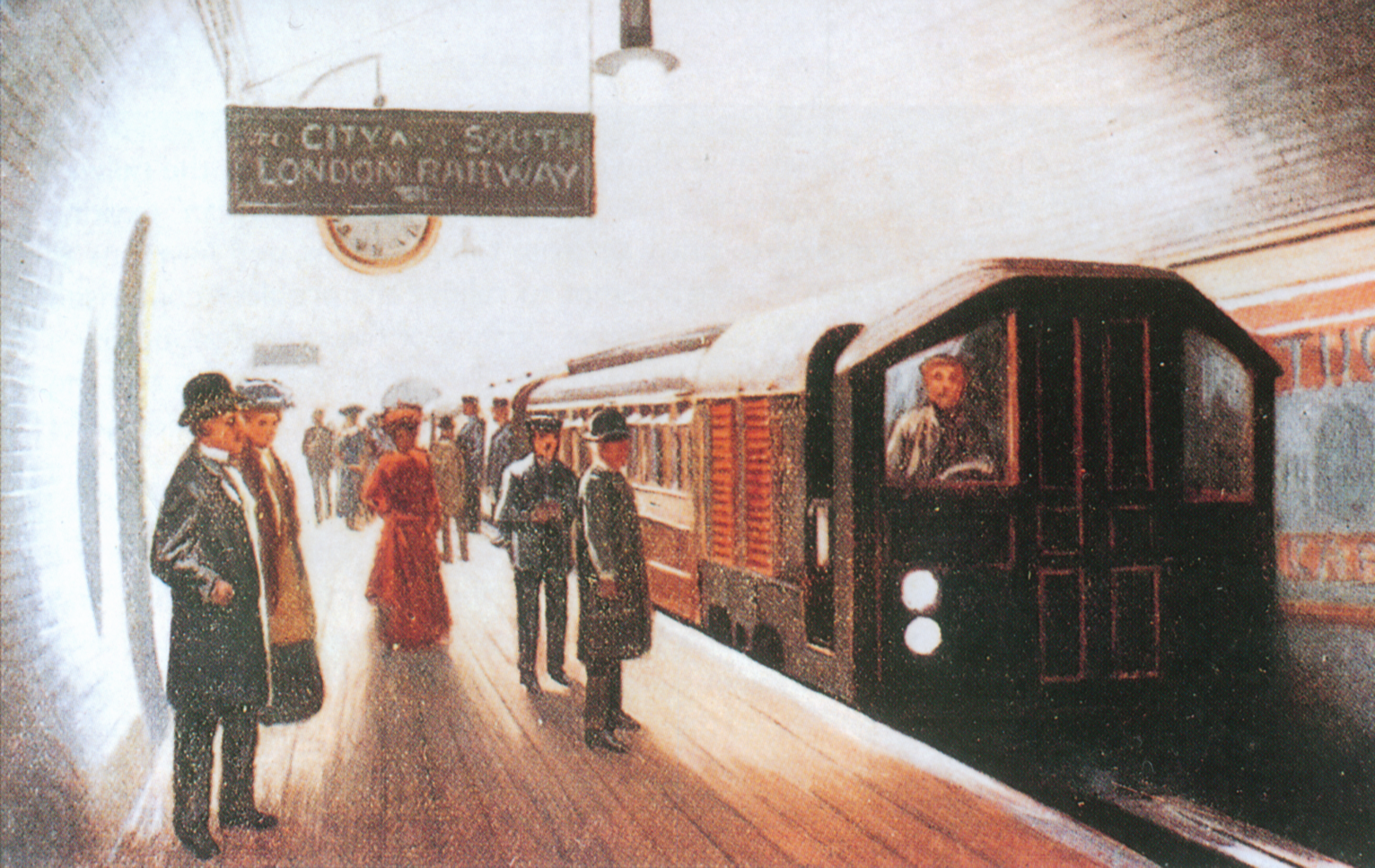
Vista della stazione di Bank nel 1903 che mostra uno degli elettrotreni originali.

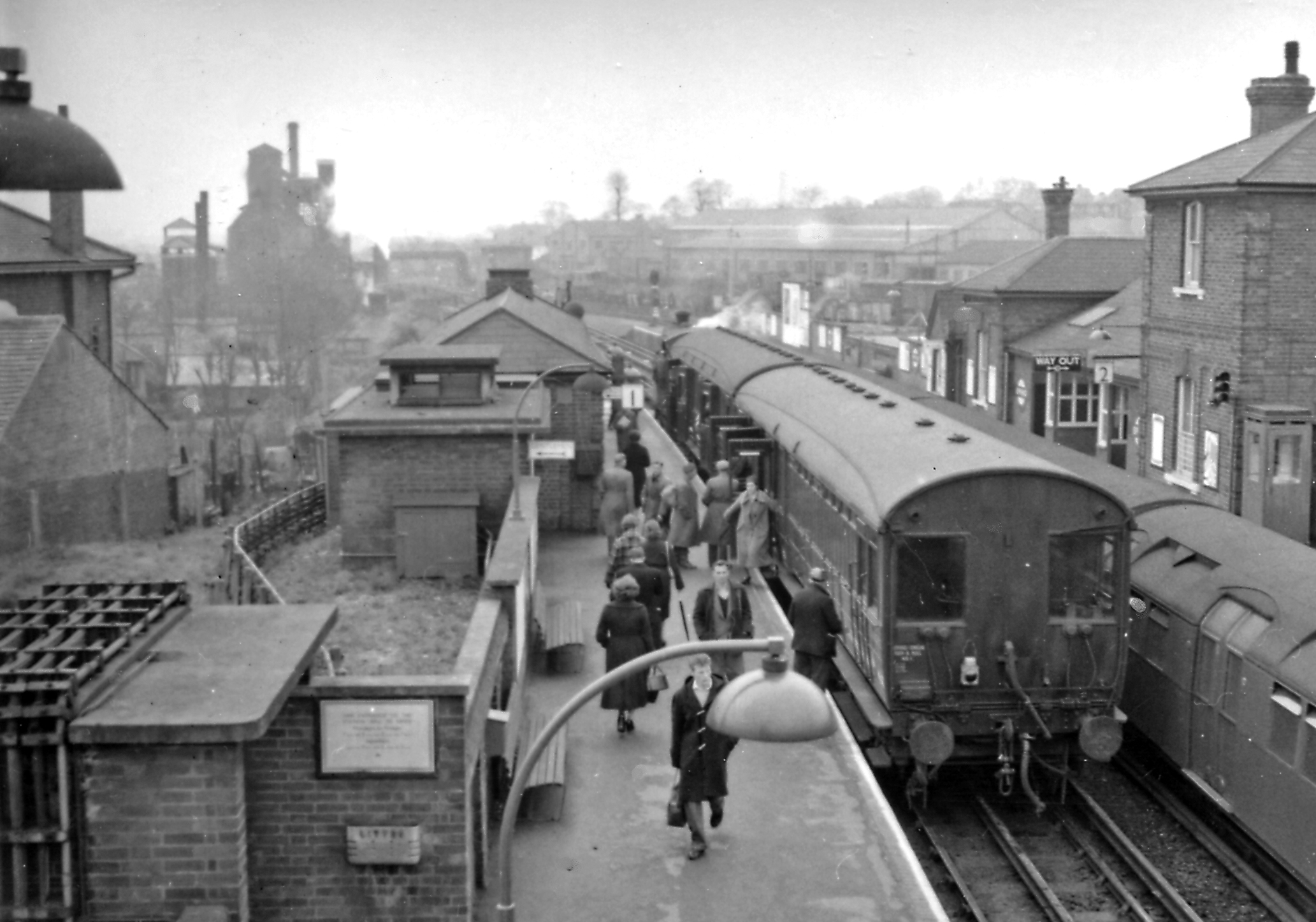
Un treno del "Lotto Standard" dietro un autotreno a vapore, in servizio a Epping nel 1957.

Quando la ferrovia è stata aperta nel 1900, era operata da locomotive elettriche che trainavano vagoni cui si poteva accedere da cancelletti metallici posizionati alle estremità di ognuno. Le locomotive avevano una grande massa non sospesa e questo provocava forti vibrazioni che potevano essere sentite anche negli edifici sopra il percorso. Dopo un'indagine condotta dall'Ufficio del Commercio, a tre anni dall'apertura, è stato modificato l'assetto dei vagoni affinché formassero con le locomotive elettriche degli elettrotreni.
I treni della Central London Railway erano normalmente formati da sei carrozze, due rimorchi e due trainanti, benché alcune unità sono state successivamente equipaggiate con un equipaggiamento di controllo per permettere l'utilizzo di treni a tre carrozze.

Con l'inizio dei lavori per l'estensione della linea fino a Ealing Broadway, si è reso necessario l'acquisto di nuove e più potenti locomotive: queste sono state consegnate nel 1915, nonostante la fine dei lavori per quel prolungamento è stato posticipato a causa dello scoppio della prima guerra mondiale. Pertanto, queste nuove locomotive sono state accantonante. Nel 1917, queste locomotive sono state cedute alla linea Bakerloo per effettuare il servizio lungo la nuova tratta per Watford Junction.
Tornate alla Central London Railway tra il 1920 e il 1921, sono state unite ai rimorchi esistenti (opportunamente modificati) per creare i cosiddetti treni del cosiddetto "Lotto di Ealing".
Tra il 1925 e il 1928, i treni sono stati modificati, sostituendo i cancelletti metallici alle estremità con porte meccaniche ad aria compressa, permettendo la riduzione del personale di bordo a due per vagone.
Dopo la costruzione delle gallerie della Central London Railway, i treni sono stati sostituiti dai treni del cosiddetto "Lotto Standard", trasferiti da altre linee; gli ultimi treni originali hanno effettuato il servizio fino al 1939.

I treni del "Lotto Standard", composti da sei carrozze, hanno effettuato servizio fino al 1947, anno in cui, con l'apertura della nuova stazione a White City e la chiusura di Wood Lane, è diventato possibile utilizzare treni di otto carrozze. Progressivamente, le vecchie carrozze sono state trasferite su altre linee e sostituite dai nuovi treni del lotto del 1938.
All'inizio degli anni sessanta del XX secolo, c'era un piano di riequipaggiamento della linea Piccadilly con nuovi treni e il trasferimento dei suoi treni del "Lotto Standard" più nuovi alla linea Central, per sostituire gli stessi mezzi della linea Central che erano più vecchi e alcuni erano stati accantonati durante la seconda guerra mondiale e non erano più affidabili.
Tuttavia, dopo le prime consegne del lotto del 1959 e l'entrata in servizio di questi primi mezzi sulla linea Piccadilly, si è deciso di deviare questo lotto sulla linea Central, assieme ad altre carrozze rimorchiate (al fine di allungare i treni da sette a otto carrozze). Sono stati pertanto ordinati i treni del lotto del 1962 per sostituire quelli del 1959 per la linea Piccadilly.
L'ultimo treno del "Lotto Standard" ha effettuato il proprio servizio sulla linea Central nel 1963 e, a maggio del 1964, tutti i treni del lotto del 1959 sono stati rilasciati alla linea Piccadilly.
La sezione a binario semplice tra Epping e Ongar non è stata elettrificata fino al 1957; pertanto, prima di questa data, il servizio veniva effettuato da un autotreno composto da carrozze attaccate da una locomotiva a vapore (che poteva essere guidato da ambo le estremità), affittato da British Railways, e da un autotreno a tre carrozze con trazione diesel dell'AEC.
Con l'elettrificazione, si sono iniziati a utilizzare i treni del lotto del 1935, finché sono stati sostituiti dai treni a quattro carrozze del lotto del 1962, opportunamente modificati per far fronte alla limitata corrente.
Un servizi shuttle ha operato da Hainault a Woodford dopo che un treno del lotto del 1960 è stato modificato per testare il sistema Automatic Train Operation che sarebbe stato utilizzato sulla linea Victoria. A ogni consegna di questa tipologia di treni (il lotto del 1967), veniva messo in servizio per questo test per tre settimane.

### Materiale rotabile attuale
Quando, alla fine degli anni ottanta del XX secolo, il sistema di segnalamento della linea necessitava di essere sostituito per obsolescenza, si è deciso contemporaneamente di sostituire i rotabili del lotto del 1962.
Il sistema di segnalamento doveva essere sostituto con una versione aggiornata del sistema Automatic Train Operation (ATO), utilizzato anche sulla linea Victoria, ma questo richiedeva la costruzione di nuovi treni. Prototipi di treni sono stati costruiti con due porte doppie e due singole sospese al di fuori di ogni carrozza del treno e con un equipaggiamento di trazione elettronico che permetteva la frenatura rigenerativa e reostatica.
In accordo con questo piano, i primi treni a otto carrozze del lotto del 1992 sono entrati in servizio nel 1993 e, mentre erano in corso i lavori per l'installazione del sistema ATO, è stato utilizzato il sistema One Person Operation (OPO), tra il 1994 e il 1995. L'Automatic Train Protection (ATP) è stato implementato tra il 1995 e il 1997 e l'ATO tra il 1999 e il 2001, con un centro di controllo centralizzato nell'ovest di Londra.

## Depositi
La linea Central ha tre depositi: Ruislip, Hainault e White City. I depositi di Ruislip e Hainault sono stati completati nel 1939. Durante la seconda guerra mondiale, il deposito di Ruislip veniva utilizzato per fabbricare cannoni antiaereo, mentre a Hainault, tra il 1943 e il 1945 l'Arma dei trasporti dell'esercito statunitense fabbricava mezzi di trasporto.

## Sviluppi futuri
Nelle vicinanze del deposito di West Ruislip, la linea Central passa al di sopra della tratta condivisa tra le linee Metropolitan e Piccadilly (diramazione di Uxbridge); tra i binari della linea Central e quelli della diramazione di Uxbridge è stato posato un binario semplice nel 1973. Il borgo londinese di Hillingdon ha fatto pressioni su TfL per deviare qualche treno della linea Central verso Uxbridge anziché West Ruislip, dal momento che la stazione di West Ruislip si trova in un quartiere residenziale e a bassa densità abitativa, mentre Uxbridge è un centro attrattore più densamente popolato. TfL ha risposto che questa deviazione sarebbe stato impossibile fino all'upgrade del sistema di segnalamento della linea Metropolitan, nel 2017.
La linea Central è stata la prima linea della metropolitana londinese a essere completamente rifatta, nei primi anni novanta del XX secolo; questo rifacimento prevedeva, inoltre, anche l'introduzione di nuovo materiale rotabile. Una nuova generazione di treni delle linee metropolitane di profondità, assieme a un aggiornamento dei sistemi di signalamento, è pianificato per la metà degli anni venti del XIX secolo, dopo che i medesimi lavori riguarderanno le linee Piccadilly e Bakerloo.
I primi progetti per la seconda linea del Crossrail, che avrebbe collegato Londra da sud-ovest a nord-est e che dovrebbe essere aperta entro il 2030, prevedevano che avrebbe sostituito la linea Central, lungo la diramazione di Epping, tra Leytonstone ed Epping. Nel 2013, tuttavia, sono stati prediletti altri percorsi per questa linea, percorsi che non contemplavano l'ipotesi originale.
A seguito della costruzione della zona degli affari First Central a Park Royal, nell'ovest di Londra, sono state programmate due nuove stazioni a North Acton e Hanger Lane. Esse dovrebbero consentire l'accesso, con un breve percorso a piedi, alla stazione Park Royal sulla linea Piccadilly.
La linea Central passa direttamente al di sotto della stazione di Shoreditch High Street della East London Line e, localmente, si spinge affinché venga costruito un interscambio tra le due linee, fin da quando Shoreditch High Street è stata aperta nel 2010. La stazione si troverebbe tra Liverpool Street e Bethnal Green, una delle tratte più lunghe della rete metropolitana senza fermate, nella Londra interna. Benché vi sarebbero alcuni benefici con la costruzione di questo interscambio, il disagio che causerebbe un cantiere in quella tratta sarebbe così grave che si ritiene meglio aspettare che il Crossrail sia operativo; oltre a questo, il cantiere dell'eventuale nuova stazione di Shoreditch High Street della linea Central interferirebbe con il cantiere della costruenda stazione di Liverpool Street del Crossrail.

## Curiosità
- Nella stazione di Stratford è presente la scala mobile più corta della rete metropolitana londinese (precedentemente la più corta si trovava a Chancery Lane), con un'elevazione di soli 4,1 m; Stratford[26] e Greenford sono le uniche stazioni in cui le scale mobile portano i passeggeri direttamente ai treni.
- Quella di Greenford era l'ultima scala mobile con i gradini in legno della rete metropolitana, prima che venisse sostituita a marzo 2014: queste scale mobili erano esonerate dai regolamenti antincendio dal momento che si trovavano al di fuori del sistema di gallerie[27][28].
- La stazione di Redbridge è la stazione completamente sotterranea più superficiale del sistema, trovandosi a soli 7,9 metri sotto il livello della strada; inoltre la linea Central ha la curva più stretta di tutta la rete, la Caxton Curve, tra Shepherd's Bush e White City[3].